# バレン島
バレン島（Barren Island）はブルックリン区の南東の海岸、ジャマイカ湾に存在した島。1926年に本土のブルックリンと繋がり、Floyd Bennett Fieldとなった。この地域はRockaway Inletによりクイーンズ区のRockaway半島から隔てられている。かつてバレン島であった全域はアメリカ合衆国国立公園局が管理するGateway National Recreation Areaのジャマイカ湾区画の一部になっている。
かつては主に魚のレンダリングプラントやもつに関連する産業により支えられた、多様なコミュニティを維持していた。島には馬の骨（ニューヨークや他所の通りから供給されたもの）を接着剤にするプラントがあった。これは未だ西岸に残る水域の名前Dead Horse Bayの名前の由来となった。
Carol ZorefのBarren Islandはこの島での生活を描いた、賞にも輝いた小説である。